# Музей невидимого искусства
Музей невидимого искусства (англ. The Museum on Non-Visible Art, сокр. MoNA) — музей, в котором размещаются воображаемые картины или скульптуры c их описанием на табличках. Все экспонаты можно купить, цена варьируется от 1 до 10 тысяч долларов США.
Основан в 2011 году американским актёром и художником Джеймсом Франко вместе с двумя другими художниками и ведущими сатирической радиопередачи This Is That Пэтом Келли (Pat Kelly) и Питером Олдрингом (Peter Oldring). Концепция и основной смысл проекта были разработаны нью-йоркским креативным дуэтом «Praxis».

## История создания и описание музея

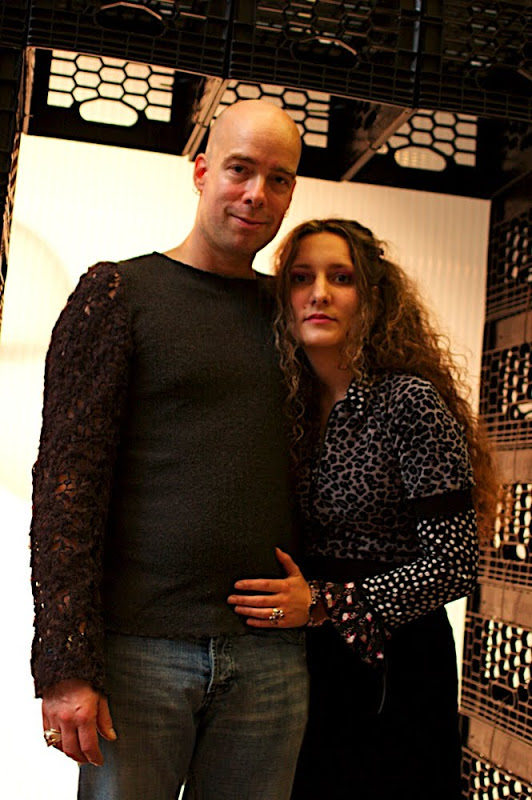
Дуэт Praxis, 2014

Принципиальная идея создания столь эфемерного вида искусства в конце 2010 года принадлежала нью-йоркскому креативному дуэту «Praxis», состоящему из супружеской пары: Брейнарда Кэрей и Делии Байо (более известной как Делия Кэрей). Актёр Джеймс Франко стал главным медийным лицом и существенно помог в организации, а затем продвижении музея Невидимого искусства.
Основная концепция нового направления выражена в популярной, удобопонимаемой форме и выглядит до предела лаконично: «Хоть сами по себе произведения искусства не видны, их описания с лёгкостью могут открыть глаза на параллельный мир, построенный из образов и слов».
На официальном майте музея в пояснительном видео говорится, что некоторые произведения искусства отличаются столь высокой степенью концептуальности и прозрения, что имеют полное право не материализоваться по образцу обычных вещей, продолжая существовать в чистом виде только в воображении задумавшего их художника.
Проект музея — далеко не единственное начинание дуэта «Praxis», существующего с 1999 года. Тем не менее, он оказался успешным и вызвал резонанс в международной прессе, заинтересовав, в том числе, Джеймса Франко, который сначала устроил медийные дебаты в ночном ток-шоу Jimmy Kimmel Live, а затем — напрямую поддержал музей своим непосредственным участием.
Дальнейшая реакция арт-сообщества и широкой публики была неоднозначной. В прессе и блогах музей был охаратеризован как крупный проект в мире искусства, одновременно, вызвав дискуссию о природе искусства и, как следствие, о критериях его ценности (цены). Музей работает и по сей день. В настоящее время дуэтом «Praxis» объявлен международный конкурс на главного архитектора, который спроектировал бы здание для пространства Невидимого искусства.
Большое количество представителей прессы оценили Музей как насмешку над концепцией невидимого искусства. Сам Джеймс Франко утверждает, что он участвовал в создании Музея, чтобы поэкспериментировать с различными формами искусства и с тем, как они взаимосвязаны между собой.
При покупке картины или скульптуры покупатель получает титульный лист с описанием произведения искусства и подтверждающее письмо. Пример описания картины Красная площадь (Red Square), художник Лана Ньюстром (Lana Newstrom):

Картина с маленьким красным квадратом. Размер примерно 5 на 5 дюймов. Один цвет с несколькими оттенками красного и такой глянцевый, что кажется мокрым. Для его создания использовались капли крови художников, смешанные с краской. Это может выглядеть как свидетельство обеда зомби, когда описывается среда и ее история, но это также похоже на зеркало, потому что оно такое блестящее и отражающее.
Оригинальный текст (англ.)A painting of a small red square. It is about 5 by 5 inches. It is one color, with several shades of red and is so glossy that it looks wet. It is made by using drops of the artists’ blood mixed with paint. It might look like zombie dining evidence when the medium and its history is described, but it also looks like a gazing mirror because it is so shiny and reflective.

Художница Лана Ньюстром так описывает своё творчество:

То, что вы ничего не видите, не означает, что я не потратила часы работы на создание того или иного произведения. Искусство — это воображение, и это то, чего требует моя работа от людей, с которыми она взаимодействует. Вы должны представить себе картину или скульптуру перед вами.
Оригинальный текст (англ.)Just because you can’t see anything, doesn’t mean I didn’t put hours of work into creating a particular piece. Art is about imagination and that is what my work demands of the people interacting with it. You have to imagine a painting or sculpture is in front of you

Между тем, организаторы музея пытаются разнообразить жанры выставляемых в нём работ. Кроме собственно невидимой живописи в продаже широко представлены другие носители фантазийной прозрачности, прежде всего, конечно, разнообразный воздух, — в том числе, «свежий воздух» (Fresh air). Некая покупательница по имени Эйми Дэвидсон (Amy Davidson), которая приобрела невидимое произведение за десять тысяч долларов (максимальная сумма), пояснила свою позицию в кратком интервью изданию Huffington Post. Как оказалось, на покупку её вдохновил лозунг Музея невидимых искусств: «мы обмениваемся мечтами и идеями». Как считает приобретательница произведения в жанре Fresh air, мечты и идеи в условиях новой экономики — это наша валюта.

## Оценки и критика
Энни Воган (Annie Vaughan) из of Fox News:
«Изящный трюк в мире искусства — найти способ стать художником без выполнения физической работы» («[Franco’] nifty trick in the art world is finding a way to be an artist without actually executing a physical work.»)
Эмма Мустич (Emma Mustich) из Salon.com: «Новый проект Джеймса Франко это либо тонкий творческий подход, либо чрезвычайно хитрое мошенничество, либо обман» («James Franco’s newest art project is either an example of subtle creativity, an extremely shallow con, or a hoax.»)